# テトラジン

1,2,3,4-テトラジンの構造

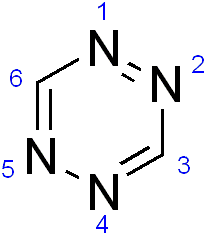
1,2,4,5-テトラジンの構造

テトラジン(Tetrazine)は、4つの窒素原子を含む六員環のベンゼン環から構成される、化学式C2H2N4の不安定な化合物である。テトラジンという名前は、この化合物の誘導体に命名される。核となる環には、1,2,3,4-テトラジン、1,2,3,5-テトラジン、1,2,4,5-テトラジンの3つの異性体が存在する。

## 1,2,3,4-テトラジン
1,2,3,4-テトラジンは、しばしば芳香族環に融合した形で単離される。また、ジオキシド誘導体として安定化される。

## 1,2,4,5-テトラジン
1,2,4,5-テトラジンは非常に良く知られており、無数の3,6-二置換体が知られている。これらの物質は、エネルギー化学の分野で用いられる。
3,6-ジ-2-ピリジル-1,2,4,5-テトラジンは、2つのピリジン置換基を持ち、ディールス・アルダー反応の試薬として重要である。ノルボルナジエンと1度のディールス・アルダー反応、2度の逆ディールス・アルダー反応を経て、1つのアセチレン基を交換し、シクロペンタジエンとピリダジンを形成する。
ノルボルナジエンがアレンに結合すると、この反応は中間体で停止する。